# Titus Quinctius Pennus Cincinnatus
Titus Quinctius Pennus Cincinnatus, auch Titus Quinctius Poenus Cincinnatus war ein römischer Politiker des 5. Jahrhunderts v. Chr. In den Jahren 431 v. Chr. und 428 v. Chr. amtierte er als Konsul, 426 v. Chr. und möglicherweise auch 420 v. Chr. als Militärtribun mit konsularischer Gewalt.

## Herkunft
Titus Quinctius Pennus Cincinnatus gehörte zu den Quinctii Cincinnati, einem Seitenzweig der Quinctier. Er war der jüngste Sohn des Lucius Quinctius Cincinnatus, der im Jahr 460 v. Chr. Konsul und in den Jahren 458 und 439 v. Chr. Diktator gewesen war. Titus Quinctius hatte zwei Brüder, Kaeso Quinctius und Lucius Quinctius, der 438 v. Chr. Tribunarkonsul war.

## Erstes Konsulat
Titus Quinctius Pennus Cincinnatus wurde zusammen mit Gaius Iulius Mento im Jahr 431 v. Chr. erstmals zum Konsul Roms gewählt. Zum damaligen Zeitpunkt griffen die Volsker und die Aequer gemeinsam zum wiederholten Mal die Römer an und die Heere standen sich am Berg Algidus gegenüber. In dieser Situation entschied sich der Senat, der ein unkoordiniertes Vorgehen der beiden Konsuln befürchtete, die Heeresleitung einem Diktator anzuvertrauen. Das Diktatoramt wurde zunächst Pennus Cincinnatus angetragen, der es dann jedoch seinem Schwiegervater Aulus Postumius Tubertus übertrug, da dieser den Ruf eines strengen und resoluten Befehlshabers hatte. Der neue Oberbefehlshaber beauftragte daraufhin Gaius Iulius Mento mit der Verteidigung der Stadt Rom und übergab Cincinnatus eines der beiden römischen Exerzitien (Heeresteile). Derart aufgestellt konnten sich die Römer in aller Ruhe dem Kampf gegen die Feinde zuwenden, die sie schließlich auch besiegten, auch wenn sich Cincinnatus dabei eine schwere Verletzung zuzog.
Cincinnatus hatte sein Heerlager in Lanuvium errichtet und Tubertus rastete in Tusculum. Im Verlaufe der Nacht wurde das Lager des Cincinnatus angegriffen. Er konnte seine Stellung aber so lange halten, bis die vom Diktator entsandte Verstärkung eingetroffen war. Die Volsker und Aequer wurden dann ins Lager der Volsker zurückgedrängt, welches Cincinnatus mit seinen Truppen in einem Sturmangriff einnahm. Das Eingreifen der Truppen des Diktators hatte jedoch die zum Sieg führende Wende herbeigeführt, weswegen ihm die Ehren eines Triumphs zugesprochen wurde. Tubertus überließ daraufhin das Kommando der beiden Armeen dem Cincinnatus, kehrte nach Rom zurück, um seinen Triumph zu feiern und dankte anschließend ab.

## Zweites Konsulat
428 v. Chr. wurde Titus Quinctius Pennus Cincinnatus zum zweiten Mal zum Konsul bestellt, sein Amtskollege war in diesem Jahr Aulus Cornelius Cossus. Während dieser zweiten Konsulatszeit brach in Rom wegen einer Dürre eine verheerende Hungersnot aus. Nachdem außerdem einige Pestfälle aufgetreten waren, konnten sich in der Stadt abergläubische Rituale breit machen. Darüber hinaus führten die Vejer mehrere Überfälle durch; ein Gegenfeldzug wurde aber auf das nächste Jahr verschoben. Da vermutet wurde, dass die Fidener den Vejern bei diesen Angriffen geholfen hatten, wurde eine Untersuchungskommission eingesetzt. Die Vermutung bestätigte sich; die schuldigen Fidener wurden nach Ostia verbannt und von römischen Kolonisten ersetzt.

## Erstes Konsulartribunat
Im Jahr 426 v. Chr. wurden Titus Quinctius Pennus Cincinnatus sowie Gaius Furius Pacilus Fusus, Marcus Postumius (Albinus Regillensis?) und Aulus Cornelius Cossus zu Militärtribunen mit konsularischer Gewalt ernannt. Ihnen oblag die Kriegsführung gegen die Etruskerstadt Veji. Nach der erfolgten Truppenaushebung führten die drei erstgenannten das Römerheer ins etruskische Territorium, während Aulus Cornelius Cossus zum Schutz der Stadt zurückblieb. Der Zusammenstoß mit den Vejern endete jedoch mit einer Niederlage für die Römer, da die drei Tribune ihre Einheiten nicht richtig aufeinander abzustimmen vermochten.
Der Senat sah sich daraufhin genötigt, erneut einen Diktator einzusetzen und wählte als solchen zum dritten Mal Mamercus Aemilius. Als Legat unterstützte Pennus Cincinnatus dann den Diktator bei seinem Sieg über Veji und Fidenae.
Mamercinus hatte Cincinnatus beauftragt, vor Schlachtenbeginn im Rücken der Feinde Stellung zu beziehen. Nach Ausbruch der Kämpfe an der Schlachtenfront erhielt Cincinnatus den Befehl zum Angriff, während Cossus gleichzeitig die Kavallerie ins Getümmel schickte. Diese beiden Schachzüge kippten das Geschehen, so dass die Römer schließlich den Sieg davontrugen, der für Mamercinus eine Triumphfeier mit sich brachte.

## Anklage vor der Volksversammlung
Eine ergebnislose Schlacht des Konsuls Gaius Sempronius Atratinus gegen die Volsker hatte auch die anfängliche Niederlage gegen die Vejer wieder ins Gespräch gebracht und so klagten die amtierenden Volkstribune im Jahr 423 v. Chr. Cincinnatus sowie seinen Mittribunen Marcus Postumius vor einer Volksversammlung, den comitia tributa, an. Man lastete den beiden ihr laues Vorgehen in der Auseinandersetzung mit den Vejern an; damals sei das Heer von seiner Führung im Stich gelassen worden. Pennus Cincinnatus schob alle Schuld auf seinen Kollegen. Tatsächlich wurde er einstimmig freigesprochen, nicht zuletzt auch, weil er unter dem Oberbefehl der Diktatoren Postumius (431 v. Chr.) und Aemilius (426 v. Chr.) zuvor gute Leistungen erbracht hatte. Ein weiterer Grund war die Erinnerung an seinen Vater, der einen außerordentlich guten Ruf hatte, und die Mitleid erregende Rede des Titus Quinctius Capitolinus Barbatus, der darum bat, in seinem hohen Alter dem Pennus Cincinnatus nicht die Nachricht von dessen Verurteilung überbringen zu müssen. Marcus Postumius wurde dagegen schuldig gesprochen und zur Zahlung von 10.000 „Schweren As“ verurteilt.

## Zweites Konsulartribunat
In den Fasti Capitolini ist angegeben, Titus Quinctius Pennus Cincinnatus sei im Jahr 420 v. Chr. zum zweiten Mal Konsulartribun gewesen. Dem Geschichtsschreiber Titus Livius zufolge amtierte dagegen in diesem Jahr zum dritten Mal sein Bruder Lucius Quinctius Cincinnatus, der dieses Amt bereits 438 v. Chr. und 425 v. Chr. ausgeführt hatte, als Konsulartribun. Der Chronograph von 354 schließlich nennt das Praenomen des Amtsträgers gar nicht erst, sondern bezeichnet das Jahr als dritte Amtszeit eines „Cincinnatus“.